# Stefan de Bod
Stefan de Bod (* 17. November 1996 in Stellenbosch) ist ein südafrikanischer Radrennfahrer.

## Sportliche Laufbahn
2014 wurde Stefan de Bod südafrikanischer Junioren-Meister im Straßenrennen. 2015 war er auch auf der Bahn erfolgreich: Er wurde mit Morne Van Niekerk, Hendrik B. Kruger und Kellan Gouveris Afrikameister in der Mannschaftsverfolgung und holte Bronze in der Einerverfolgung. Im selben Jahr gewann er das südafrikanische Jedermannrennen 947 Cycle Challenge.
Von 2016 bis 2018 errang de Bod drei Mal in Folge den nationalen Titel des U23-Zeitfahrmeisters, 2016 und 2017 wurde er zudem U23-Straßenmeister. 2016 erhielt er einen Vertrag beim Continental Team Dimension Data for Qhubeka und wurde im selben Jahr bei den Straßenweltmeisterschaften Elfter im Einzelzeitfahren der U23. Er zog nach Europa und bestritt dort fortan weitere Rennen. Bei den Afrikameisterschaften errang er Silber im Einzelzeitfahren. Im Juni 2017 stürzte er beim U23-Rennen Giro Ciclistico d’Italia und musste drei Monate lang pausieren.
Ab 2019 bekam Stefan de Bod einen Vertrag bei Team Dimension Data. Im März des Jahres wurde er afrikanischer Zeitfahrmeister. In der folgenden Saison wurde er südafrikanischer Vizemeister im Einzelzeitfahren. Zur Saisonbeginn 2021 schloss er sich dem Team Astana-Premier Tech an. Bei den Olympischen Spielen von Tokio vertrat er die südafrikanische Nationalmannschaft im Straßenrennen und Einzelzeitfahren.
Nach zwei Jahren wechselte Stefan de Bod zu EF Education-EasyPost und gewann zu Beginn der Saison 2023 den südafrikanischen Meistertitel im Einzelzeitfahren. Seit dem Jahr 2025 geht er für das malaysische UCI Continental Team Terengganu Cycling an den Start. Nachdem er sich zu Saisonbeginn im Einzelzeitfahren der nationalen Meisterschaften nur dem ehemaligen Mountainbiker Alan Hatherly geschlagen geben musste, gewann er den Grand Prix Syedra Ancient City und sicherte sich nach einem Etappensieg die Gesamtwertung der Tour of Mersin.

## Erfolge

### Straße
2014
- Südafrikanischer Junioren-Meister – Straßenrennen

2016
- Südafrikanischer U23-Meister – Einzelzeitfahren, Straßenrennen

2017
- Afrikameisterschaft – Einzelzeitfahren
- Südafrikanischer U23-Meister – Einzelzeitfahren, Straßenrennen

2018
- Gran Premio Palio del Recioto
- Südafrikanischer U23-Meister – Einzelzeitfahren

2019
- Afrikameisterschaft – Einzelzeitfahren

2023
- Südafrikanischer Meister – Einzelzeitfahren

2025
- Südafrikanische Meisterschaften – Einzelzeitfahren
- Grand Prix Syedra Ancient City
- Gesamtwertung und eine Etappe Tour of Mersin

### Bahn
2015
- Afrikameister – Mannschaftsverfolgung (mit Morne Van Niekerk, Hendrik B. Kruger und Kellan Gouveris)
- Afrikameisterschaft – Einerverfolgung

## Grand Tour-Platzierungen
| Grand Tour            | 2020 | 2021 | 2022 | 2023 | 2024 |
| --------------------- | ---- | ---- | ---- | ---- | ---- |
| Giro d’ItaliaGiro     | –    | –    | –    | DNF  | 80   |
| Tour de FranceTour    | –    | DNF  | –    | –    | –    |
| Vuelta a EspañaVuelta | 94   | –    | –    | –    | –    |